# استانگ

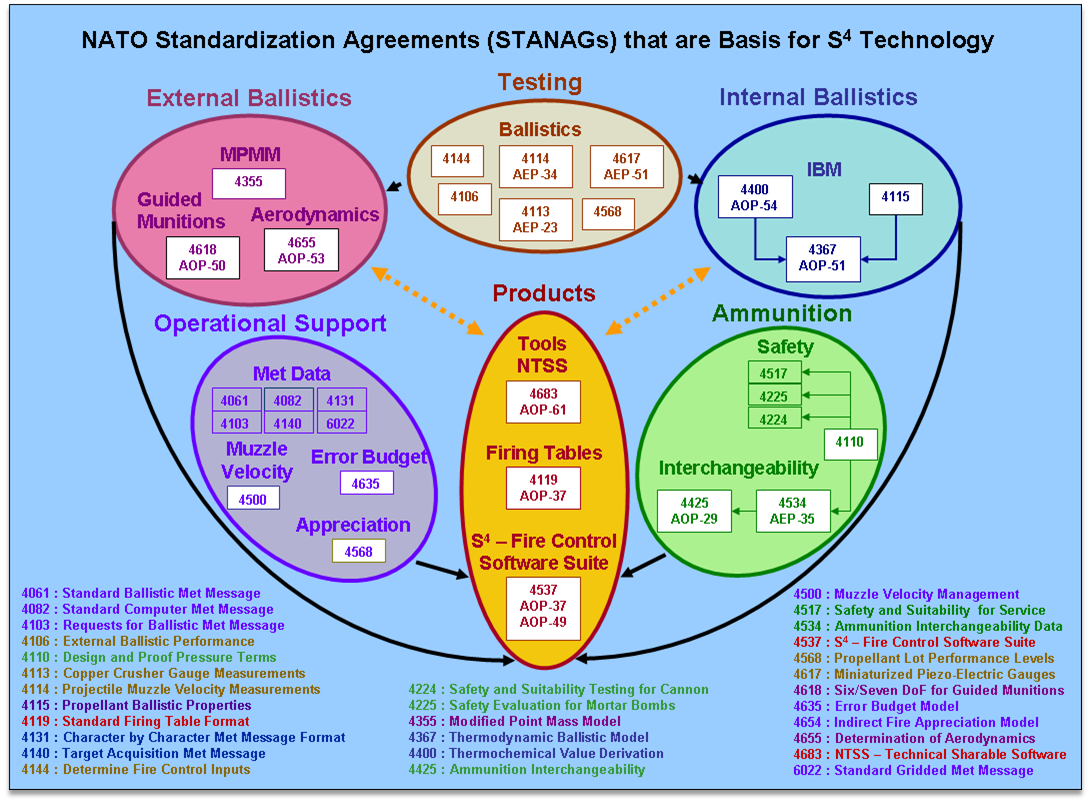
نمایی از چارچوب استانداردهای ناتو (استانگ) در زمینهٔ جنگ‌افزارهای بالستیک - ۲۰۱۱

استانگ (STANAG: standardization agreement) کوته‌نوشتِ استفاده‌شده در متعارف‌سازی معاهدات ناتو است. کشورهای عضو ناتو معاهده‌های استانگ را به منظور هماهنگ‌سازی توان نظامی خود با دیگر اعضای ناتو به تصویب می‌رسانند تا ابزار مؤثر و رایجی را بدین منظور فراهم آورند.

استانگ‌ها به زبان‌های انگلیسی و فرانسه (دو زبان رسمی ناتو) و زیر نظر معیارهای مشخص «آژانس استانداردسازی ناتو» در بروکسل، بلژیک منتشر می‌شوند.
از صدها معاهدهٔ هماهنگ‌سازی ناتو، حدود ۱۳۰۰ مورد که دربارهٔ کالیبر، سلاح‌های سبک، ترسیم نقشه، روندهای مبادلاتی، طبقه‌بندی پل‌ها، و موارد دیگر است، جمع‌آوری شده است.

## پیوندهای دیگر
- فهرست استانگ‌های موجود در ویکی به زبان انگلیسی